# Box-office Italie 1971-1972
Cet article traite du box-office de la saison cinématographique 1971-1972 en Italie.

## Les 20 premiers
Les films sont classés selon les recettes réelles de la Société italienne des auteurs et éditeurs (SIAE, Società Italiana degli Autori ed Editori), fournies par les volumes Platea in piedi exprimées en lires italiennes,,. Lorsque les données SIAE pour le nombre d'entrées ne sont pas disponibles, les recettes réelles ont été divisées par le prix moyen du billet à l'époque, estimé à 407,5 lires en  1971-72.
Pour certains titres étrangers, les données SIAE ne sont pas disponibles, la position dans le classement est obtenue sur la base des données disponibles auprès du Giornale dello spettacolo,.
| Rang | Titre                                                            | Pays                                                                        | Réalisateur         | Recettes Italie (lires) | Entrées Italie |
| ---- | ---------------------------------------------------------------- | --------------------------------------------------------------------------- | ------------------- | ----------------------- | -------------- |
| 1    | On continue à l'appeler Trinita                                  | Drapeau de l'Italie                                                         | Enzo Barboni        | 6 087 656 000           | 14 554 172     |
| 2    | Le Décaméron                                                     | Drapeau de l'Italie · Drapeau de la France · Drapeau : Allemagne de l'Ouest | Pier Paolo Pasolini | 4 445 925 000           | 11 167 557     |
| 3    | Mimi métallo blessé dans son honneur                             | Drapeau de l'Italie                                                         | Lina Wertmüller     | 3 489 924 000           | 8 564 000      |
| 4    | Les diamants sont éternels                                       | Drapeau du Royaume-Uni                                                      | Guy Hamilton        |                         | 7 600 000      |
| 5    | Bello, onesto, emigrato Australia sposerebbe compaesana illibata | Drapeau de l'Italie                                                         | Luigi Zampa         | 3 089 878 000           | 7 500 000      |
| 6    | Love Story                                                       | Drapeau des États-Unis                                                      | Arthur Hiller       |                         | 7 300 000      |
| 7    | Soleil rouge                                                     | Drapeau de la France · Drapeau de l'Italie · Drapeau de l'Espagne           | Terence Young       | 2 970 289 000           | 7 289 000      |
| 8    | Les Aristochats                                                  | Drapeau des États-Unis                                                      | Wolfgang Reitherman |                         |                |
| 9    | Il était une fois la révolution                                  | Drapeau de l'Italie                                                         | Sergio Leone        | 2 464 773 000           | 6 049 000      |
| 10   | Les Diables                                                      | Drapeau du Royaume-Uni                                                      | Ken Russel          |                         |                |
| 11   | Les Gouapes                                                      | Drapeau de l'Italie                                                         | Sergio Corbucci     | 2 308 272 000           | 5 664 000      |
| 12   | Quatre Mouches de velours gris                                   | Drapeau de l'Italie                                                         | Dario Argento       | 2 241 943 000           | 5 502 000      |
| 13   | Homo eroticus                                                    | Drapeau de l'Italie                                                         | Marco Vicario       | 2 210 832 000           | 5 425 000      |
| 14   | La Betìa ovvero in amore, per ogni gaudenza, ci vuole sofferenza | Drapeau de l'Italie                                                         | Gianfranco De Bosio | 2 027 517 000           | 4 976 000      |
| 15   | Le Casse                                                         | Drapeau de la France · Drapeau de l'Italie · Drapeau des États-Unis         | Henri Verneuil      | 2 005 801 000           | 4 922 000      |
| 16   | Détenu en attente de jugement                                    | Drapeau de l'Italie                                                         | Nanni Loy           | 1 969 700 000           | 4 834 000      |
| 17   | Scandale à Rome                                                  | Drapeau de l'Italie                                                         | Carlo Lizzani       | 1 898 699 000           | 4 659 000      |
| 18   | Comment épouser une Suédoise                                     | Drapeau de l'Italie                                                         | Steno               | 1 751 395 000           | 4 298 000      |
| 19   | Société anonyme anti-crime                                       | Drapeau de l'Italie                                                         | Steno               | 1 696 360 000           | 4 163 000      |
| 20   | Une bonne planque                                                | Drapeau de l'Italie · Drapeau de la France · Drapeau de l'Espagne           | Alberto Lattuada    | 1 671 095 000           | 4 101 000      |